# São Tomé

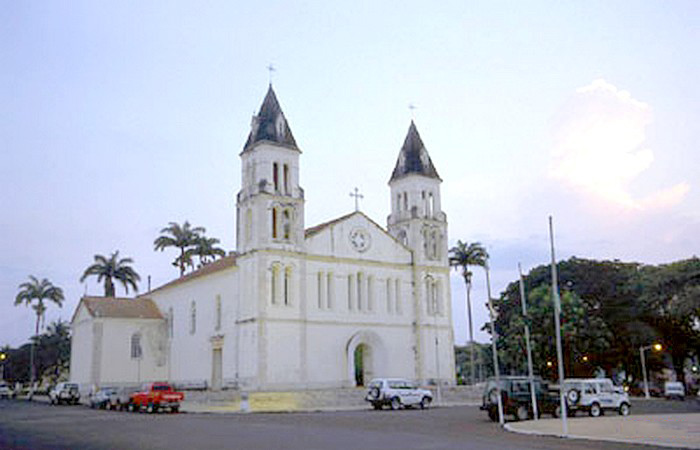
Katedralen i São Tomé.

São Tomé är huvudstad i staten São Tomé och Príncipe. 2018 uppskattades det att 88 100 invånare bodde i staden, viket gör den till landets i särklass största. Den grundades av Portugal 1485 och är uppbyggd kring en katedral från 1500-talet. En annan gammal byggnad är fortet São Sebastião som byggdes 1575 och numera inrymmer São Tomés nationalmuseum. Namnet São Tomé är portugisiska för "Sankt Tomas".
Staden är belägen på den nordöstra delen av ön med samma namn. Utanför staden ligger São Tomés flygplats.